# Antonio Spinelli di Scalea
Antonio Spinelli, principe di Scalea (Capua, 23 marzo 1795 – Napoli, 9 aprile 1884), è stato un politico, bibliografo, e archivista italiano, sovrintendente generale degli archivi del Regno delle Due Sicilie e primo ministro del Regno delle Due Sicilie.

## Biografia
Appartenente a una famiglia dell'aristocrazia napoletana, si dedicò alla Diplomatica. Con decreto del 12 aprile 1820 fu nominato direttore del Grande archivio di Napoli. Il 16 dicembre 1826 passò poi all'incarico di Soprintendente generale degli Archivi, succedendo a Giuseppe Ceva Grimaldi Pisanelli di Pietracatella. Sugli archivi del regno delle Due Sicilie nel 1845 stese un importante "Ragionamento".
Liberale convinto, rivestì la carica di ministro di Agricoltura e Commercio dal novembre 1847 al gennaio 1848 nel ministero Pietracatella. Nominato "pari" dopo la concessione della Costituzione napoletana del 1848, si ritirò a vita privata dopo lo scioglimento delle camere (15 maggio 1848) e visse per dodici anni al di fuori della vita pubblica. Il 25 giugno 1860, nel pieno della spedizione dei Mille, Francesco II gli affidò l'incarico di presiedere un governo costituzionale col compito di arrestare l'avanzata garibaldina e fare uscire il Regno delle Due Sicilie dall'isolamento internazionale. Uomo di grande dirittura d'animo, Spinelli accettò l'incarico sperando di poter salvare il Regno borbonico al di qua del Faro quanto meno come confederato col Piemonte. Non ebbe il tempo di riuscirvi, incalzato dagli eventi. Quando Francesco II partì da Napoli, Spinelli si ritirò dalla vita pubblica rifiutando di aver rapporti con lo stato unitario.

## Composizione del governo
- Antonio Spinelli de' principe di Scalea; Ministro Segretario di Stato, Presidente del Consiglio dei ministri
- Giacomo de Martino, Incarico di Affari presso la Corte Pontificia, Ministro Segretario di Stato degli Affari Esteri
- Federigo del Re, Controllore generale della Real tesoreria, Ministro Segretario di Stato dell'Interno e della Polizia Generale (sostituito poi da Liborio Romano)
- Nicola Caracciolo di Torella, Ministro Segretario di Stato degli Affari ecclesiastici
- Giovanni Manna, Ministro Segretario di Stato delle Finanze
- Augusto La Greca, Ministro Segretario dei lavori pubblici
- Gregorio Morelli, Procuratore generale presso la G.C. Criminale di Salerno, Ministro Segretario di Stato di Grazia e Giustizia
- Giosuè Ritucci, Ministro Segretario di Stato della Guerra (sostituito poi da Giuseppe Salvatore Pianell)
- Retro-ammiraglio Francesco Saverio Garofalo, Ministro Segretario di Stato della Marina

## Scritti
- Degli archivi napoletani : ragionamento, presentazione di Giulio Raimondi, introduzione di Biagio Ferrante. Napoli: Archivio di Stato, 1995
- Drammi poesie e prose. Venezia: G. Molinari, 1834
- In morte di Giuseppino Oddo: versi. Palermo: Stamperia G. Lorsnaider, 1879